# Kamerlengo (Trogir)
Pevnost Kamerlengo (chorvatsky Gradina Kamerlengo, Kula Kamerlengo, Kaštel Kamerlengo nebo Tvrđava Kamerlengo) je městský hrad postavený v 15. století, v době vlády Benátské republiky, v přístavu v chorvatském městě Trogir. (Dnes ve Splitsko-dalmatské župě.) V dřívějších dobách sloužil k ochraně trogirského přístavu; dnes je pěkně dochovaná pevnost turistickým lákadlem – v letním období se zde konají prohlídky a objekt slouží k pořádání různých kulturních akcí.

## Název
Výraz kamerlengo (z italského camerlengo) se vztahuje k titulu komorníka, tzn. k titulu vysokého úředníka Benátské republiky.

## Historie

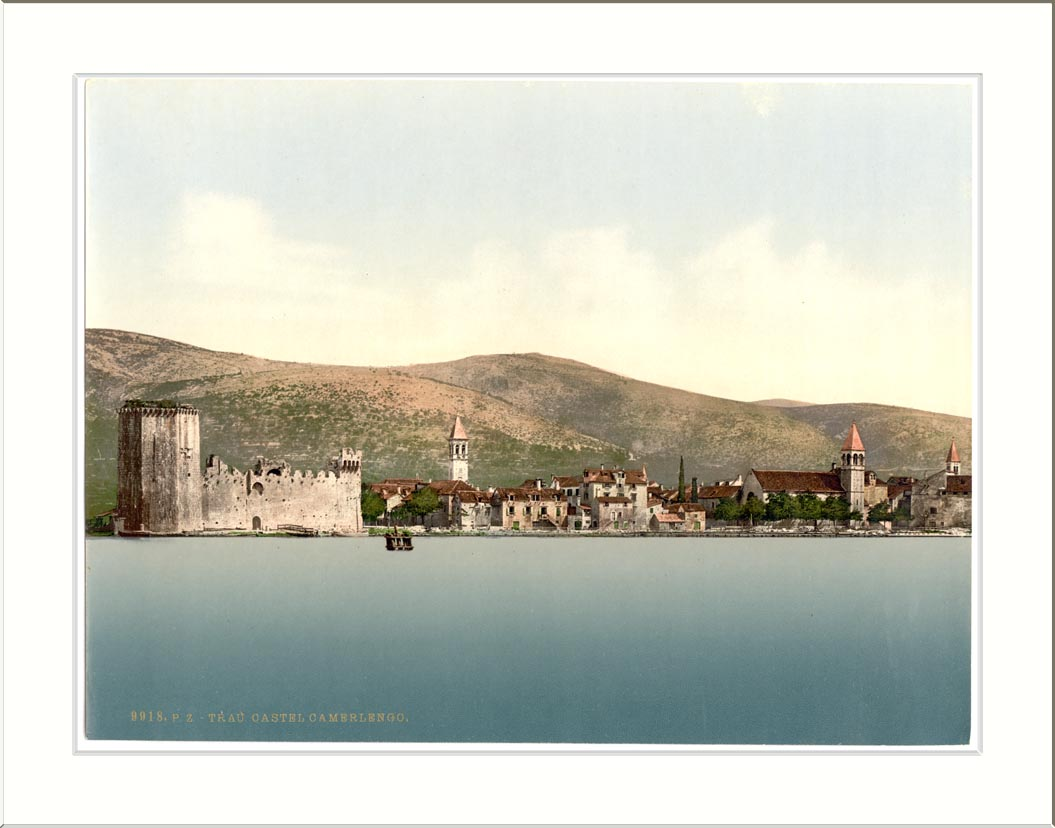
Historický pohled na pevnost v době Rakouska-Uherska

Pevnost byla vybudována brzy po převzetí Trogiru Benátčany v roce 1420.
Iniciátorem výstavby byl starosta Marin Radojev podle návrhu benátského stavitele vojenských staveb Pincina z Bergama, jako součást rozšíření opevnění věže Veriga (řetězová věž), která již dříve stála na tomto místě od roku 1380.
Vnější strany zdi kdysi zdobily erby benátského admirála Pietra Loredana, dóžete Francesca Foscariho a trogirského knížete Magdalena Contariniho.
Původně byla pevnost obehnána příkopem a na severní a východní straně stávala vysoká obranná zeď. Hlavní brána na severní straně byla opatřena padacím mostem. Hradní pán a jeho osádka obývali domky na nádvoří uvnitř pevnosti, které však byly v 19. století zbourány spolu s kaplí sv. Marka.

## Galerie

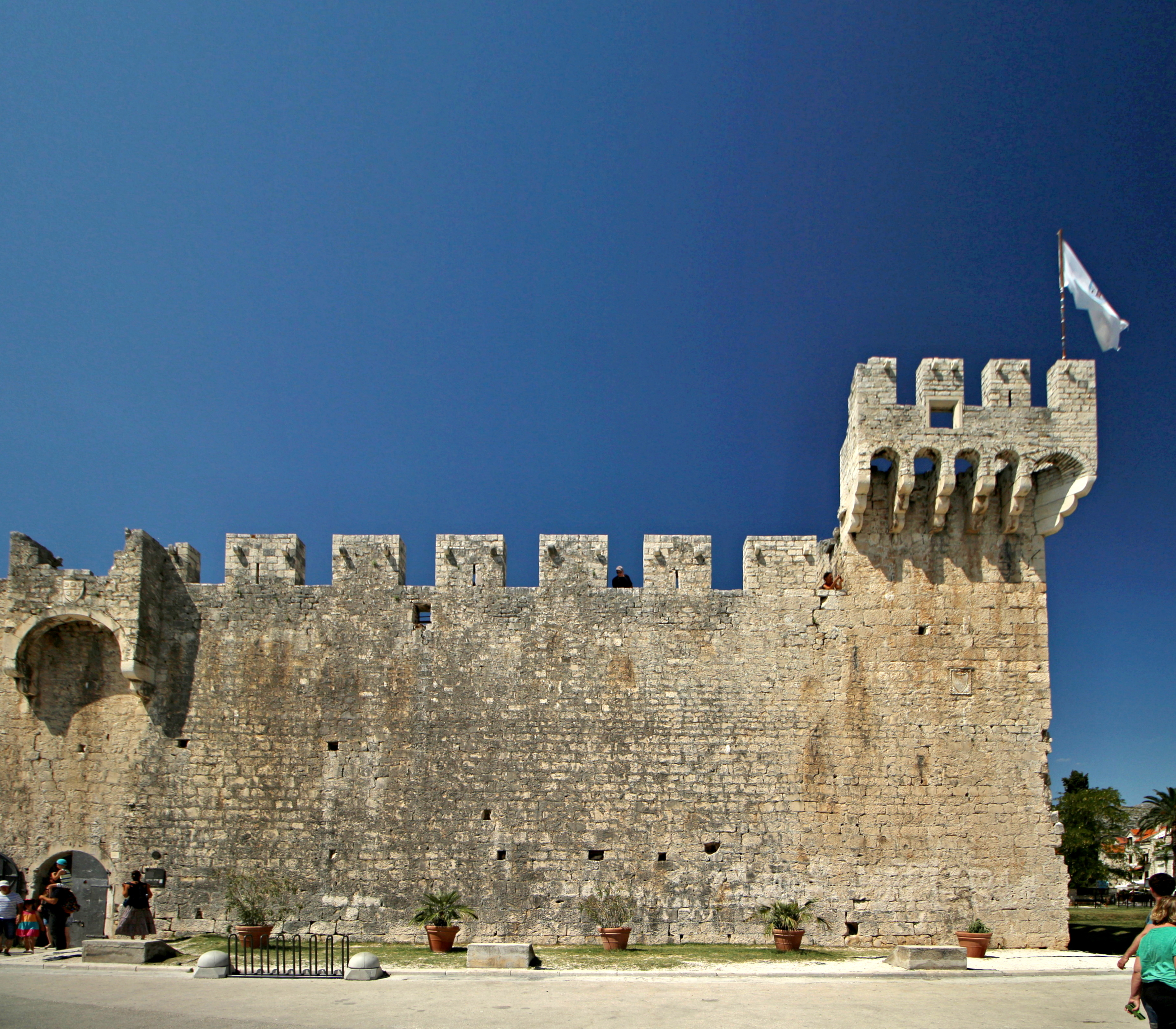
Detail opevnění
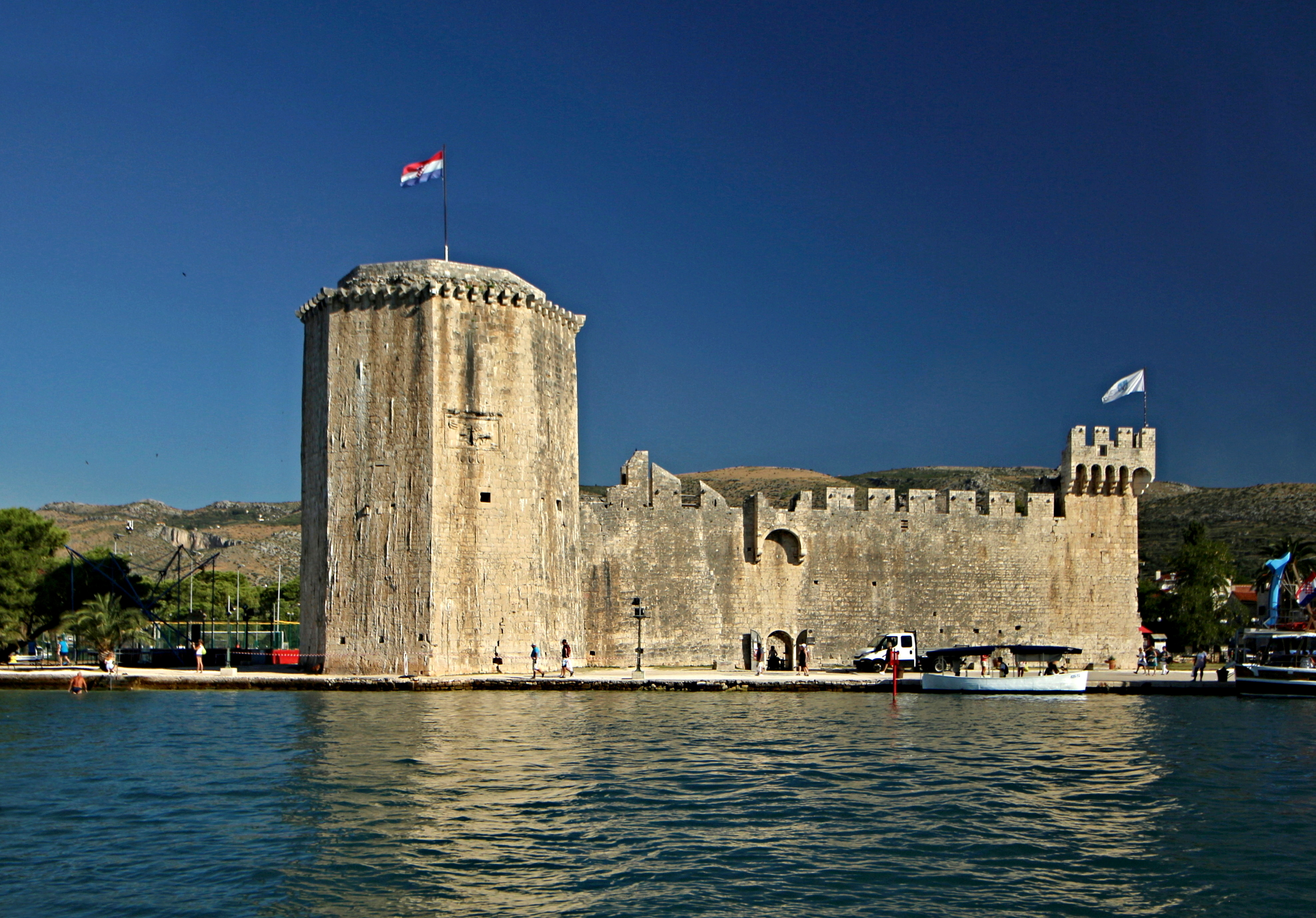
Kamerlengo z lodi
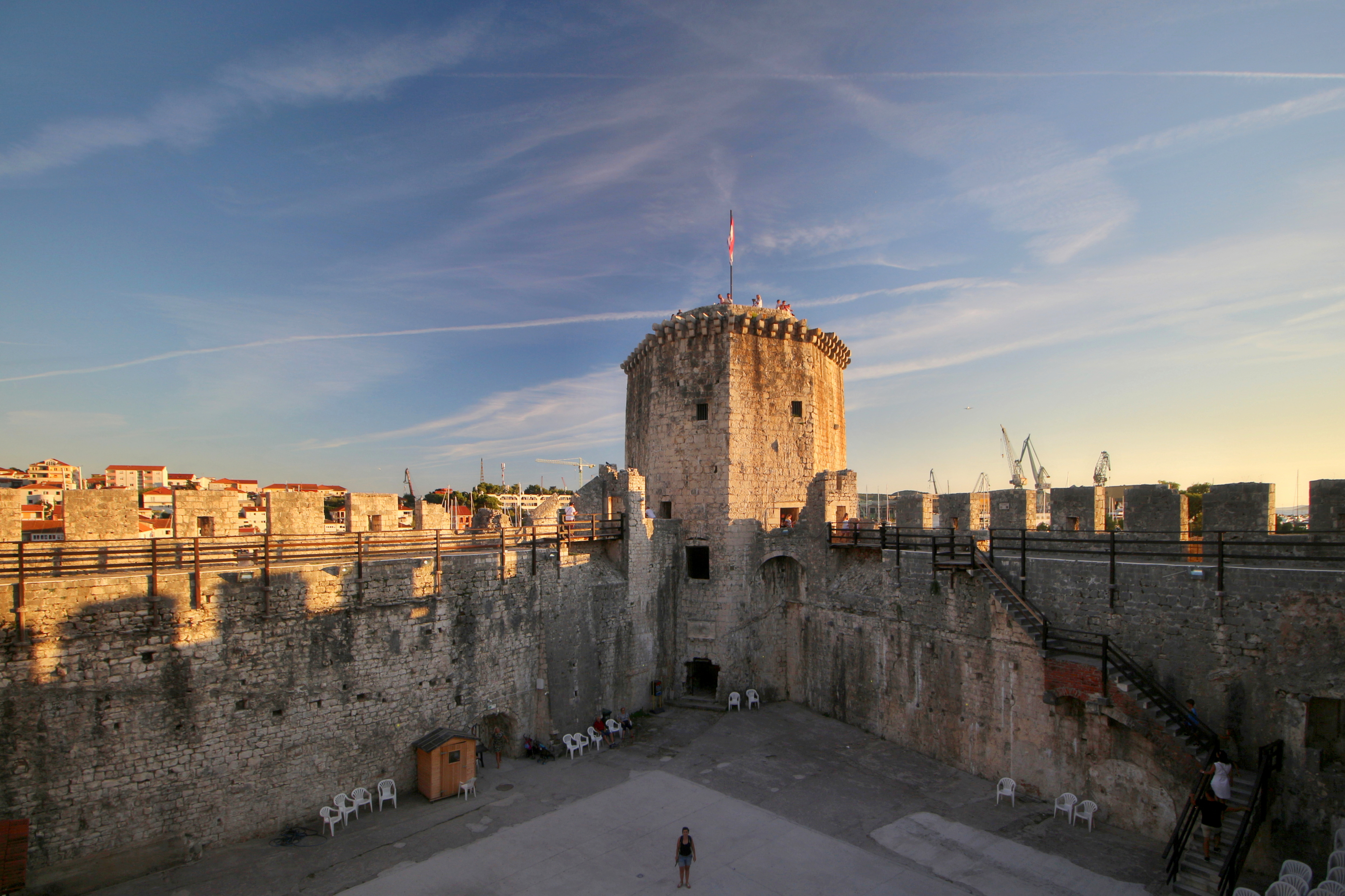
Pohled do dvora z hradeb
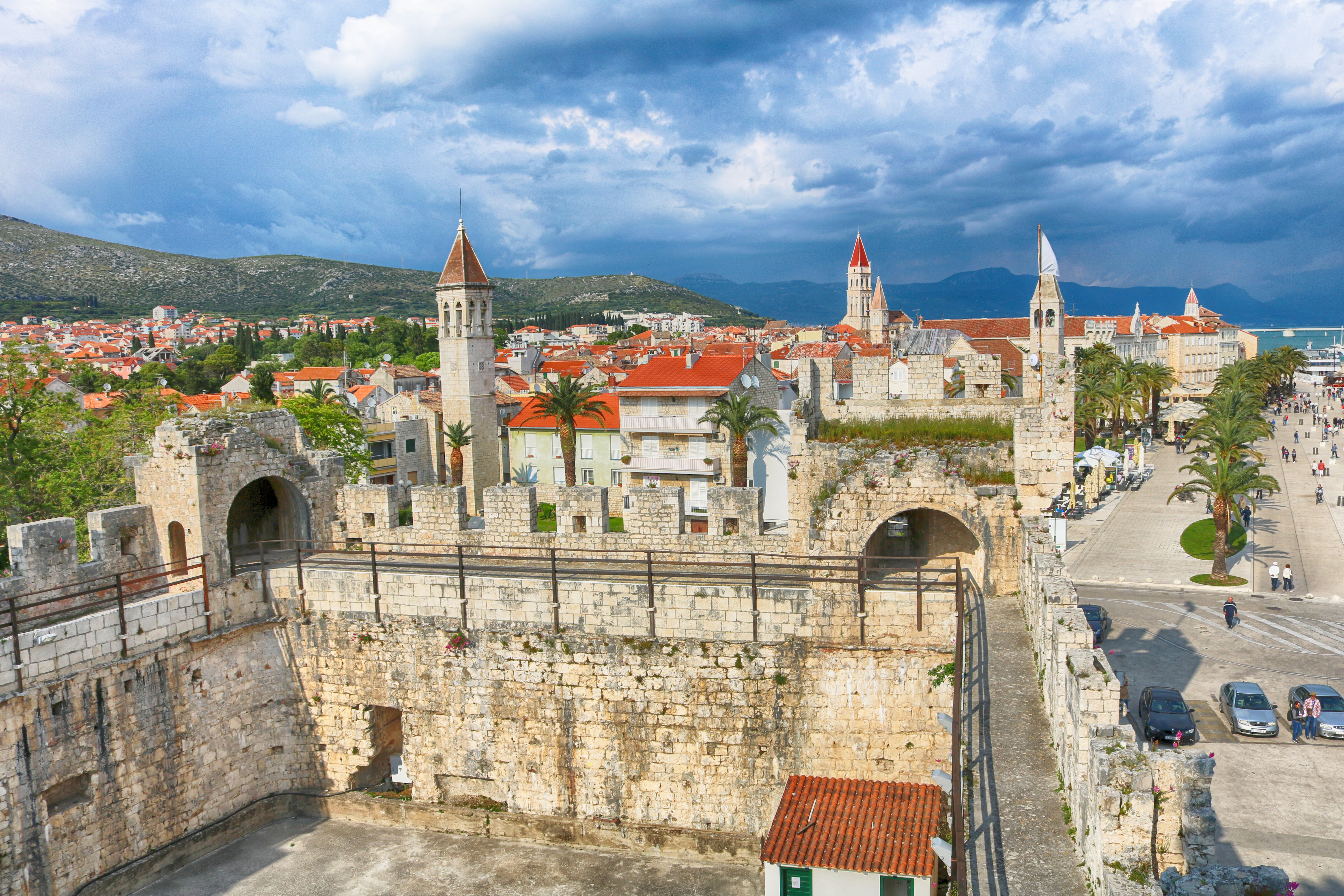
Vnitřek pevnosti a centrum města
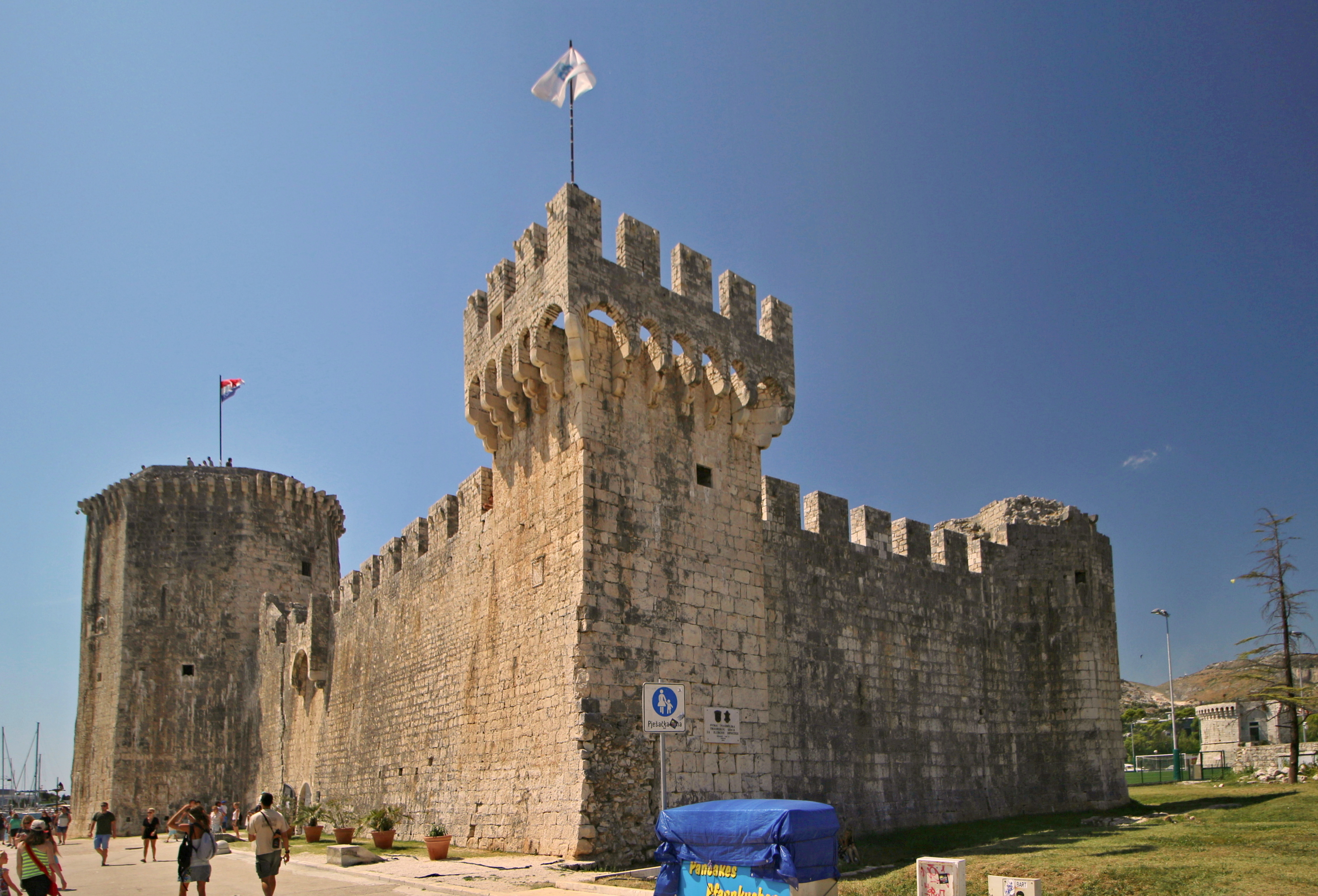
Věže a cimbuří